# AEP Industries
AEP Industries ist ein amerikanischer Hersteller von PE-Kunststofffolie.
AEP Industries wurde 1970 von Brendan Barba and David J. McFarland gegründet. Seit 1986 war das Unternehmen börsennotiert, wurde jedoch 2017 von Berry Plastics übernommen.